# Joseph Gonzales
Joseph Gonzales (ur. 19 lutego 1907 w Beni Sal, zm. 26 czerwca 1984 w Aubagne) – francuski piłkarz i trener, reprezentant kraju, grający na pozycji obrońcy.

## Kariera klubowa
Gonzales urodził się w Maroko i w zespole z tego kraju, ASPTT Oudja, rozpoczął w 1926 swoją przygodę z futbolem. W 1931 wyjechał do Francji, gdzie dołączył do drużyny Valenciennes FC. Po dwóch sezonach został piłkarzem SC Fives, dla którego przez 3 sezony rozegrał 83 spotkania.
Od sezonu 1936/37 grał w Olympique Marsylia. Drużyna Les Olympiens z Gonzalesem w składzie zdobyła mistrzostwo Première Division w sezonie 1936/37 oraz dwukrotnie Puchar Francji w sezonach 1937/38 i 1942/43 jako grający trener. W sezonie 1943/44 występował w EF Marseille Provence, po czym powrócił do Olympique Marsylia. Łącznie przez 10 lat gry dla Olympique wystąpił w 128 spotkaniach, w których strzelił 3 bramki. W 1947 zakończył karierę piłkarską.
| Sezon   | Klub                  | Kraj    | Liga              | Mecze | Gole |
| ------- | --------------------- | ------- | ----------------- | ----- | ---- |
| 1926/27 | ASPTT Oudja           | Maroko  |                   |       |      |
| 1927/28 | ASPTT Oudja           | Maroko  |                   |       |      |
| 1928/29 | ASPTT Oudja           | Maroko  |                   |       |      |
| 1929/30 | ASPTT Oudja           | Maroko  |                   |       |      |
| 1930/31 | ASPTT Oudja           | Maroko  |                   |       |      |
| 1931/32 | Valenciennes FC       | Francja |                   |       |      |
| 1932/33 | Valenciennes FC       | Francja |                   |       |      |
| 1933/34 | SC Fives              | Francja | Première Division | 26    | 0    |
| 1934/35 | SC Fives              | Francja | Première Division | 27    | 0    |
| 1935/36 | SC Fives              | Francja | Première Division | 30    | 0    |
| 1936/37 | Olympique Marsylia    | Francja | Première Division | 10    | 0    |
| 1937/38 | Olympique Marsylia    | Francja | Première Division | 26    | 1    |
| 1938/39 | Olympique Marsylia    | Francja | Première Division | 29    | 1    |
| 1939/40 | Olympique Marsylia    | Francja | Première Division | 6     | 0    |
| 1940/41 | Olympique Marsylia    | Francja | Première Division | 9     | 0    |
| 1941/42 | Olympique Marsylia    | Francja | Première Division | 5     | 0    |
| 1942/43 | Olympique Marsylia    | Francja | Première Division | 21    | 0    |
| 1943/44 | EF Marseille Provence | Francja | Première Division | 18    | 1    |
| 1944/45 | Olympique Marsylia    | Francja | Première Division | 14    | 0    |
| 1945/46 | Olympique Marsylia    | Francja | Première Division | 2     | 0    |
| 1946/47 | Olympique Marsylia    | Francja | Première Division | 6     | 1    |

## Kariera reprezentacyjna
Gonzales w 1934 został powołany na Mistrzostwa Świata. Na turnieju nie wystąpił w przegranym 2:3 spotkaniu z reprezentacją Austrii. Jedyny mecz Gonzales w drużynie narodowej Francji rozegrał 8 marca 1936. Przeciwnikiem była drużyna Belgii, a spotkanie zakończyło się zwycięstwem Trójkolorowych 3:0.
| Mecze i gole w reprezentacji | Mecze i gole w reprezentacji | Mecze i gole w reprezentacji | Mecze i gole w reprezentacji | Mecze i gole w reprezentacji | Mecze i gole w reprezentacji | Mecze i gole w reprezentacji |
| #                            | Data                         | Miasto                       | Przeciwnik                   | Gol                          | Wynik                        | Rozgrywki                    |
| ---------------------------- | ---------------------------- | ---------------------------- | ---------------------------- | ---------------------------- | ---------------------------- | ---------------------------- |
| 1.                           | 08.03.1936                   | Colombes                     | Belgia                       |                              | 3:0                          | towarzyski                   |

## Kariera trenerska
Jako trener w latach 1943 i 1944 pracował w klubie Olympique Marsylia. Poprowadził drużynę do zdobycia Pucharu Francji w 1943.

## Sukcesy
Olympique Marsylia
- Mistrzostwo Première Division (1): 1936/37
- Puchar Francji (2): 1937/38, 1942/43 (grający trener)